# Plateau de Mitchell
Pour les articles homonymes, voir Mitchell.
Le plateau de Mitchell, ou Mitchell Plateau en anglais, est un plateau australien situé en Australie-Occidentale dans la partie nord du Kimberley, à environ 2 200 km au nord-est de la capitale de l'État, Perth. Le plateau couvre la totalité du parc national de la rivière Mitchell.
Les environs du plateau de Mitchell sont principalement constitués de forêts de savane (sv). La région autour du plateau de Mitchell est pratiquement inhabitée, avec moins de deux habitants par kilomètre carré. Les précipitations annuelles moyennes s'élèvent à 1 729 millimètres. Le mois le plus pluvieux est février, avec une moyenne de 409 mm de précipitations, et le plus sec est août, avec 1 mm de précipitations.